# Betsjovinka
Betsjovinka (Russisch: Бечёвинка) is een voormalige marinebasis en soldatennederzetting van de Pacifische Vloot in het noordoosten van het district Jelizovski van de Russische kraj Kamtsjatka. De plaats lag aan noordwestzijde van de Betsjovinkabocht, ten noordwesten van het schiereiland Sjipoenski, op hemelsbreed ongeveer 80 kilometer ten noordoosten van de stad Petropavlovsk-Kamtsjatski.

## Geschiedenis
Begin jaren 1960 werd de baai gebruikt als uitwijkplaats voor schepen, die er soms ook voor anker gingen. In de jaren 1960 koos marineofficier Sergej Gorsjkov de baai uit als locatie voor een geheime basis voor dieselaangedreven onderzeeboten. Er werden een aantal tijdelijke onderkomens gebouwd, alvorens werd begonnen met de bouw van drie appartementsblokken, een hotel voor de officieren en de noodzakelijke voorzieningen voor de marinebasis, zoals barakken, een onderhoudswerkplaats, ketelhuis, opslaggebouwen en brandstofdepots. Daarop werd begonnen met de aanleg van een kade en de installatie van twee luchtafweerbatterijen van de Vojska PVO; een niet ver van de kust bij van de opslagplaats voor atoomtorpedo's en een bij het officiersgebouw. De batterijen oefenden regelmatig met doelen op de zuidkust van de bocht.
Aanvankelijk werden er vijf onderzeebooteenheden van de Noordelijke Vloot (die over de Noordelijke Zeeroute naar de plek kwamen) gestationeerd, die gezamenlijk de naam 'project-641' droegen (Navo: Foxtrot-klasse). In augustus 1971 werd echter de 182e brigade dieselonderzeeboten vanuit de Krasjeninnikovbaai (Viljoetsjinsk) ernaartoe gestuurd, die na de nodige aanpassingen de beschikking kreeg over 12 onderzeeboten; de B-8, B-15, B-28, B-33, B-39, B-50, B-112, B-135, B-397, B-855 (project 641), S-73 (project 640; later afgeschreven en tot zinken gebracht in de bocht) en S-310 (project-690/Bravo-klasse; later naar Baltische Vloot) en het moederschip Kamtsjatski Komsomolets, dat diende ter ondersteuning (later naar Zavojko). Later werden de B-101 (uit Vladivostok) en de BS-167 (van Noordelijke Vloot; Project-629/Golf-klasse) naar de basis gestuurd. Met de lancering van Project-877/Kilo-klasse (1982) volgden in de jaren 1980 de B-260, B-187, B-226, B-260, B-248, B-394, B-404, B-405, B-446, B-464 en B-494.
Het personeel van het garnizoen verbleef tot de voltooiing van de appartementsblokken in een drijvende kazerne (op de Kamtsjatski Komsomolets). De plaats bezat geen verbinding met andere plaatsen en werd slechts eenmaal per week bevoorraad vanuit Petropavlovsk-Kamtsjatski. Alleen in noodsituaties of wanneer er hoge autoriteiten langskwamen werd een helikopter ingezet vanuit Petropavlovsk. In de jaren 1970 werd het soldatendorp uitgebreid met nog een drietal appartementsblokken, een postkantoor, winkel, club (afgebrand in 1987), kleuterschool (in het eerste appartementsblok) en basisschool (8-jaars). In de jaren 1980 volgden een zevende en drie jaar later een achtste appartementsblok en werd de basisschool omgevormd tot een middelbare en hogere school en in 1985 verplaatst naar een nieuw en groter onderkomen met een recreatiegebouw en een gymnasium.
Met de perestrojka volgde in 1996 echter het bericht dat het garnizoen zou worden ingekrompen, cq. opgeheven. Hoge functionarissen zorgden ervoor dat hun spullen snel werden weggehaald in opslagtanks, evenals de munitie. Aan de eigendommen van de soldaten werd minder aandacht besteed; zij moesten zelf maar zien dat ze die er weg kregen. De onderzeeboten werden overgebracht naar Zavojko en zes jaar later naar Viljoetsjinsk, waar velen wegroesten. Het garnizoen werd in 1998 per staatsbesluit opgeheven en twee jaar later ook het kleinere station Sjipoenski op de zuidoostoever. Veel giftige zaken (met name het zeer giftige raketbrandstof) werden echter achtergelaten en leidden tot felle protesten van milieuactivisten. De raketbrandstof werd later -wegens gebrek aan geld voor evacuatie- vanuit de lucht met automatische wapens beschoten vanuit een helikopter om het te doen ontploffen; "probleem opgelost", zij het niet voor de natuur. De plaats ligt er sindsdien verlaten bij.